# Jama na vrh Prodoli
Jama na vrh Prodoli este o arie protejată (sit de importanță comunitară — SCI) din Croația întinsă pe o suprafață de 0,78 ha, integral pe uscat.

## Localizare
Centrul sitului Jama na vrh Prodoli este situat la coordonatele 42°43′15″N 18°01′17″E / 42.72088°N 18.021432°E.

## Înființare
Situl Jama na vrh Prodoli a fost declarat sit de importanță comunitară în iulie 2013 pentru a proteja un număr necunoscut de specii din flora spontană și fauna sălbatică aflate în arealul zonei.

## Biodiversitate
Situată în ecoregiunea mediteraneană, aria protejată conține 1 habitat natural: Peșteri inaccesibile publicului.
La baza desemnării sitului se află un număr nedeclarat de specii protejate.